# Abd el-Kader
Abd el Kader (Mascara, 6. rujna 1808. – Damask, 26. svibnja 1883.), emir Alžira.
Vođa otpora protiv Francuza 1832. – 1847. Pobijeđen je 1847. godine, a u zarobljeništvu je ostao sve do 1852. godine. Posljednje godine života boravio je u Siriji, a umro u Damasku.
Svjetski je ugled stekao kad je sa svojom osobnom stražom srpnja 1860. spasio mnogo kršćana za vrijeme ustanka maronita koji se je proširio s planine Libanona na Damask. Tad su lokalni druski gospodari napali kršćansku četvrt u Damasku i pobili 3000 osoba. Abd el-Kader i njegova osobna garda spasila je mnoštvo kršćana, kojima su pružili utočište u njegovom domu i citadeli.